# Telescópio Aristarchos 2.3 m
O Aristarchos 2.3 m é um telescópio grego do Observatório Nacional de Atenas (NOA), construído pela Carl Zeiss AG e financiado pela Comissão Europeia e Secretariado Geral de Pesquisa e Tecnologia do Ministério do Desenvolvimento Helênico; tendo primeiro teste de luz em 2005, tornando-se o maior telescópio da Grécia quando totalmente operacional no Observatório de Chelmos em 2007,  é operado pelo Instituto de Astronomia, Astrofísica, Aplicações Espaciais e Sensoriamento Remoto (IAASARS) da NOA.
Observações com o telescópio Aristarcos forneceram uma medida da distância até a nebulosa planetária KjPn 8 .

## Características
O telescópio construído pela Carl Zeiss AG, faz parte do consórcio OPTICON de telescópios de médio porte, com uma configuração Ritchey-Chrétien com um espelho primário com diâmetro de 2,3 m. No foco principal f/8 Cassegrain, o campo de visão corrigido é de aproximadamente um grau, com uma escala de placa de 1,17 arcsec/mm. Tem uma montagem em Altazimute.
O telescópio está alojado em uma torre a 35 metros do prédio de controle, para que o calor e as vibrações da atividade humana, automóveis e computadores não afetem o desempenho do telescópio. Sendo projetado com a função de observação remota.